# Herbécourt
Herbécourt település Franciaországban, Somme megyében. Lakosainak száma 181 fő (2022. január 1.). Herbécourt Assevillers, Dompierre-Becquincourt, Feuillères, Flaucourt és Frise községekkel határos.

## Népesség
A település népességének változása:
| Lakosok száma | 206  | 212  | 222  | 224  | 211  | 201  | 191  | 186  | 181  |
|               | 2013 | 2015 | 2016 | 2017 | 2018 | 2019 | 2020 | 2021 | 2022 |